# ビルマ連邦

ビルマ連邦
ပြည်ထောင်စု မြန်မာနိုင်ငံတော် (ミャンマー語)

国の標語: သမဂ္ဂါနံ တပေါ သုခေါ（ビルマ語）
団結による幸福国歌: ကမ္ဘာမကျေ（ビルマ語）
ガバ・マ・チェ
ビルマの位置

※アメリカに亡命政府がある。

ビルマ連邦（ビルマれんぽう、ビルマ語: ပြည်ထောင်စု မြန်မာနိုင်ငံတော်‌）は、1948年から1974年までビルマ（現・ミャンマー）に存在した国家である。

## 概要
ビルマは長年イギリスの植民地であったが、しばしば独立運動が起こっていた。そして、太平洋戦争が始まると日本の協力もあってビルマ国として一時的に独立するが、1945年に日本が敗戦すると再びイギリス領に戻った。その後も独立運動は続き、パンロン会議を経て1948年1月4日にビルマは独立した。
独立後は独立運動で主力を担った反ファシスト人民自由連盟の発言力が強まり、事実上、同党の一党独裁体制となった。冷戦中は西側諸国の一員、つまり反共国家となったが政策的には容共であり、1960年に中国で国共内戦に敗れた国民党軍が国内に侵入してきた時には中華人民共和国と共闘して国民党軍を撃退した。
しかし政権はなかなか安定せず、1962年にネ・ウィン率いるビルマ国軍がクーデターを起こし、軍事独裁政権を成立させた。その後、ネ・ウィンは仏教と共産主義を組み合わせた独特の思想であるビルマ式社会主義を採用し、ビルマは西側諸国から離脱した。そして1974年の憲法改正によってビルマは正式に社会主義化し、ビルマ連邦社会主義共和国となった。